# Mops spurrelli
Mops spurrelli es una especie de murciélago de la familia Molossidae.

## Distribución geográfica
Se encuentra en Liberia Sierra Leona Guinea Costa de Marfil, Ghana Togo Camerún Guinea Ecuatorial, República Democrática del Congo y República Centroafricana.